# Domagović (plemićki rod)
Domagović je hrvatski plemićki rod.
Plemićki status imaju od 1327. godine, kad je hrvatsko-ugarski kralj Karlo Robert Anžuvinac podložniku grada Zagreba Radinu, sinu Radomirovu dodijelio plemićki status i posjed Domagović.
Rod se granao i time prerastao u općinu koje je svog sudca dobila u 15. stoljeću. Domagovići su posjede imali u selu Domagoviću i u još mjesta u Pokuplju. 
Iz plemićkog roda Domagovića nekoliko je obitelji, od kojih je najpoznatija Borković.
1556. godine pobunilo se plemićko bratstvo Draganića i plemićki rod Domagovića, a bunu je skršio hrvatsko-slavonsko-dalmatinski ban Petar II. Erdődy.